# Henry Elloy
Henry Elloy – panamski bokser, złoty medalista Igrzysk Ameryki Środkowej i Karaibów 1959 w kategorii koguciej.